# Pourriture sèche fusarienne
La pourriture sèche fusarienne, ou fusariose, est une maladie fongique qui affecte la pomme de terre, et particulièrement les tubercules en période de conservation. Cette maladie est causée par diverses espèces de champignons appartenant au genre Fusarium.

## Agents responsables
Les champignons responsables de cette maladie appartiennent à plusieurs espèces du genre Fusarium :
- espèces principales :
  - Fusarium sambucinum (téléomorphe Gibberella pulicaris),
  - Fusarium solani (teléomorphe Haematonectria haematococca)
- autres espèces :
  - Fusarium avenaceum,
  - Fusarium coeruleum,
  - Fusarium crookwellense,
  - Fusarium oxysporum.
  - Fusarium roseum,
  - Fusarium sporotrichiodes,

Fusarium sambucinum est l'agent pathogène le plus courant en Amérique du Nord.